# TT80
La tombe thébaine TT 80 est située à Cheikh Abd el-Gournah, dans la nécropole thébaine, sur la rive ouest du Nil, face à Louxor en Égypte.
C'est la sépulture de Thoutnéfer, scribe du trésor durant les règnes de Thoutmôsis III et début d'Amenhotep II (XVIIIe dynastie).